# 谷出千代子
谷出 千代子（たにで ちよこ、1944年 - ）は、日本の国文学者・児童文学研究者。仁愛大学および仁愛女子短期大学名誉教授。かこさとし ふるさと絵本館「砳」館長。

## 来歴
福井県生まれ。1967年駒澤大学文学部国文学科卒業。1969年同大学大学院人文科学研究科修士課程国文学専攻修了。
仁愛女子短期大学教授、仁愛大学子ども教育学科教授、福井大学講師を歴任。専門分野は、絵本・児童文学論、口演童話史、イソップ寓話の研究。
「母と子の読書研究会」を主宰しながら、「子どもの本を楽しむ会」で子供の本の分析研究を行う。福井県子どもの読書活動推進会議、福井県立図書館運営懇話会に参加。県内外の研究者と共同研究を行い、子供の読書環境整備に取り組む。
1991年より福井県文学コンクール「童話部門」選考委員、2002年から福井県風花随筆文学賞選考委員。2013年、かこさとし（加古里子）ふるさと絵本館「砳（らく）」館長に就任。越前らくひょうしぎの会代表などを務める。
著書に「ファンタジー　死と再生の序章」「老いと死を伝える子どもの本」「子どもの言葉」「保育と児童文化」など。

## 受賞
- 2020年　福井新聞文化賞[7]

## 著書
- 「国立国会図書館サーチ」を参照
- 「CiNii>」を参照